# Сувар (вестник)
Сувар е обществено–политически седмичник, вестник на чувашки език със седалище в град Казан, Татарстан, Руска федерация. Създаден е през август 1993 г., негови учредители са Кабинетът на министрите на Република Татарстан. От 2011 г. е собственост на „Татмедия“. Тиражът на вестника през 2015 г. е приблизително 3000 екземпляра. Вестникът засяга теми свързани с обществено–политическата, социално–икономическата и културата свързана с живота на чувашите в Татарстан. Публикува литературни произведения на местни и др. автори.